# Isla del Tesoro (ö i Colombia)
Isla del Tesoro är en ö i Colombia.   Den ligger i departementet Bolívar, i den norra delen av landet, 700 km norr om huvudstaden Bogotá.